# Kongelige og fyrstelige titler
 Denne artikel omhandler overvejende eller alene danske forhold. Hjælp gerne med at gøre artiklen mere almen.
Medlemmer af konge- og fyrstehuse har som regel titler og prædikater, der afspejler deres forhold til monarken eller tronen.

## Det danske kongehus

### Anvendte prædikater
Hovedartikel: Prædikat (tiltale)
Prædikatet Hans/Hendes Majestæt bruges om en dansk konge og hans dronning, samt om en dansk regerende dronning.
Prædikatet Hans Kongelige Højhed og Hendes Kongelige Højhed (H.K.H) benyttes om kronprinsen og kronprinsessen, monarkens øvrige børn og deres ægtefæller, tronfølgerens børn og deres ægtefæller (og så videre, i ældste linje), samt om en regerende dronnings ægtefælle.
Andre medlemmer af kongehuset har prædikatet Hans/Hendes Højhed (H.H.).

### Anvendte titler
En mandlig regent og dennes ægtefælle har titel af henholdsvis konge og dronning, medens en kvindelig regent og dennes ægtefælle har titel af dronning og prinsgemal.
Titlen kronprins anvendes om en mandlig tronfølger, hvis ingen nyfødt kan overhale denne i arvefølgen. Således var prins Knud tronfølger, men ikke kronprins, fra 1947 til 1953, da han ville være blevet overhalet i arvefølgen, hvis Frederik 9. havde fået en søn (titlen arveprins fik prins Knud først som en ærestitel i 1953, da han ikke længere var tronfølger, men nu i stedet blot var nr. 4 i arvefølgen til tronen).
Kronprinsens hustru fører titel af kronprinsesse. Der har i Danmark aldrig været en kvindelig tronfølger, som ikke har kunnet overhales af en nyfødt, og det er derfor endnu uvist, om en sådan i Danmark vil blive tillagt titel af kronprinsesse, som det f.eks. er sket i Sverige. Efter ændringen i tronfølgeloven i 1953 blev prinsesse Margrethe tronfølger, men kunne teoretisk være blevet overhalet, hvis Frederik 9. havde fået en søn.
Alle øvrige familiemedlemmer – kronprinsens børn, kronprinsens yngre søskende med ægtefæller og børn – har titel af prins/prinsesse. Også en kvindelig tronfølger kaldes i Danmark prinsesse.
Siden 30. april 2008 bærer efterkommere af det danske regentpar yderligere titel af greve/komtesse af Monpezat. Dette er dog ikke en fyrstelig, men en adelig titel.

### Præpositioner i henhold til tronfølgen
Personer, som er arveberettigede til den danske trone (efterkommere af Christian 10., der ikke har mistet deres arveret), og som opretholder en kongelig titel, er prinser/prinsesser til Danmark, mens personer, som ikke er arveberettigede (tilgifte familiemedlemmer og evt. fjernere familie), er prinser/prinsesser af Danmark.
Prins Joachim er således prins til Danmark, ligesom prinsesse Benedikte er prinsesse til Danmark.
Kronprinsesse Mary var kronprinsesse af Danmark, før hun blev dronning af Danmark. Prins Henrik var ligeledes prins af Danmark
Monarken kalder sig traditionelt konge til Danmark, f.eks. Frederik 9., omend sprogbrugen konge af Danmark er vidt udbredt og heller ikke ukorrekt (er man til, er man inhærent også af).
Dronning Margrethe har dog valgt titlen Danmarks dronning, der i øvrigt svarer til middelalderkongernes Rex Daniae.

### Kongefamiliens medlemmer med prædikat og titel
Bemærk, at grevetitlerne ikke er fyrstelige, men adelige titler og her er medtaget for fuldstændighedens skyld. Grevetitlerne indikerer dog, at der er tale om efterslægt til Prins Henrik og Dronning Margrethe.
- Hendes Majestæt Dronning Margrethe II, Danmarks dronning
- Hans Kongelige Højhed Prins Henrik, prins af Danmark (afgået ved døden 13. februar 2018)

- Hans Majestæt Kong Frederik 10., Konge af Danmark, greve af Monpezat
- Hendes Majestæt Dronning Mary, Dronning af Danmark, grevinde af Monpezat
- Hans Kongelige Højhed Kronprins Christian, kronprins til Danmark, greve af Monpezat
- Hendes Kongelige Højhed Prinsesse Isabella, prinsesse til Danmark, komtesse af Monpezat
- Hans Kongelige Højhed Prins Vincent, prins til Danmark, greve af Monpezat
- Hendes Kongelige Højhed Prinsesse Josephine, prinsesse til Danmark, komtesse af Monpezat

- Hans Kongelige Højhed Prins Joachim, prins til Danmark, greve af Monpezat
- Hendes Kongelige Højhed Prinsesse Marie, prinsesse af Danmark, grevinde af Monpezat

Prins Joachims to sønner af tidligere ægteskab med Hendes Excellence Alexandra, grevinde af Frederiksborg:
- Hans Excellence Nikolai, greve af Monpezat (tidligere (indtil 31.12.2022): Hans Højhed Prins Nikolai, greve af Monpezat) (indgår formelt ikke i det danske kongehus fra januar 2023).
- Hans Excellence Felix, greve af Monpezat (tidligere (indtil 31.12.2022): Hans Højhed Prins Felix, greve af Monpezat) (indgår formelt ikke i det danske kongehus fra januar 2023).

Prins Joachims søn og datter med Hendes Kongelige Højhed Prinsesse Marie:
- Hans Excellence Henrik, greve af Monpezat (tidligere (indtil 31.12.2022): Hans Højhed Prins Henrik, greve af Monpezat (indgår formelt ikke i det danske kongehus fra januar 2023).
- Hendes Excellence Athena, komtesse af Monpezat (tidligere (indtil 31.12.2022): Hendes Højhed Prinsesse Athena, komtesse af Monpezat) (indgår formelt ikke i det danske kongehus fra januar 2023).

Søster til Hendes Majestæt Dronning Margrethe II:
- Hendes Kongelige Højhed Prinsesse Benedikte, prinsesse til Danmark

Hendes børn med prins Richard, prins til Sayn-Wittgenstein-Berleburg, indgår ikke i det danske kongehus. De bærer titel af Hans/Hendes Højhed Prins/Prinsesse til Sayn-Wittgenstein-Berleburg.
Kusine til Hendes Majestæt Dronning Margrethe II:
- Hendes Højhed Prinsesse Elisabeth, prinsesse til Danmark (død 19. juni 2018)

Det græske kongehus nedstammer fra den danske prins Vilhelm, der i 1863 blev græsk konge under navnet Georg I og med titlen Hellenernes Konge. På grund af de urolige politiske forhold i landet fik familien lov til fremover at beholde deres danske kongelige titler "til at falde tilbage på". Familien indgår således principielt i den danske kongefamilie, men ikke i den danske tronfølge efter den nugældende tronfølgelov. Dronning Anne-Marie har således ved indgåelse af ægteskab i 1964 frasagt sig sin danske arveret og prinsessetitel (til Danmark), om end hendes børn gennem faderen er prinser/prinsesser af Danmark, hvilket i princippet også gælder parret selv.
- Hendes Majestæt Anne-Marie, førhen Hellenernes Dronning
- Hans Majestæt Konstantin II, førhen Hellenernes Konge

Deres børn bærer titel af Hans/Hendes Kongelige Højhed Prins/Prinsesse af Grækenland og Danmark.